# Encyclopædia Britannica (edició de 1911)

Encyclopædia Britannica Eleventh Edition.

L'onzena edició de l'Encyclopædia Britannica (1910-1911) és l'edició més famosa de la Encyclopædia Britannica. Alguns dels seus articles van ser escrits pels millors erudits coneguts de l'època. Aquests articles són de gran valor i interès per als moderns erudits causa de la seva funció mesuradora del coneixement a principis del segle xx. La Eleventh Edition no presenta restriccions per copyright i està disponible en línia, tots dos en el seu text original i hi ha parts que s'han incorporat a altres enciclopèdies en línia i treballs.

## Fons

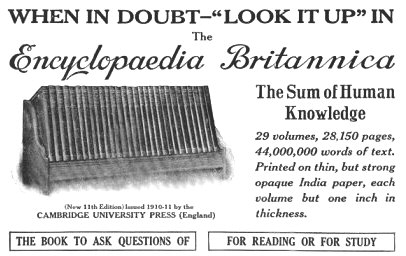
Publicitat de la Eleventh Edition Encyclopaedia Britannica de 1913.

La versió de 1911 va ser dirigida pel nord-americà Horace Everett Hooper, i editada per Hugh Chisholm. Un 11% dels col·laboradors van ser nord-americans, i es va establir una oficina a Nova York per iniciar la sucursal.
Alguns articles van ser escrits pels millors erudits coneguts de l'època, com Edmund Gosse, J. B. Bury, Algernon Charles Swinburne, John Muir, Príncep Peter Kropotkin, T. H. Huxley, G. K. Chesterton, Edmund Husserl i William Michael Rossetti, i altres coneguts d'aquesta època.
L'edició onzena introduir una sèrie de canvis al format de la  Britannica . El contingut de l'enciclopèdia es va fer així:
| Àrea             | Contingut |
| ---------------- | --------- |
| Geografia        | 29%       |
| Ciència aplicada | 17%       |
| Història         | 17%       |
| Literatura       | 11%       |
| Belles Arts      | 9%        |
| Ciència social   | 7%        |
| Psicologia       | 1,7%      |
| Filosofia        | 0,8%      |

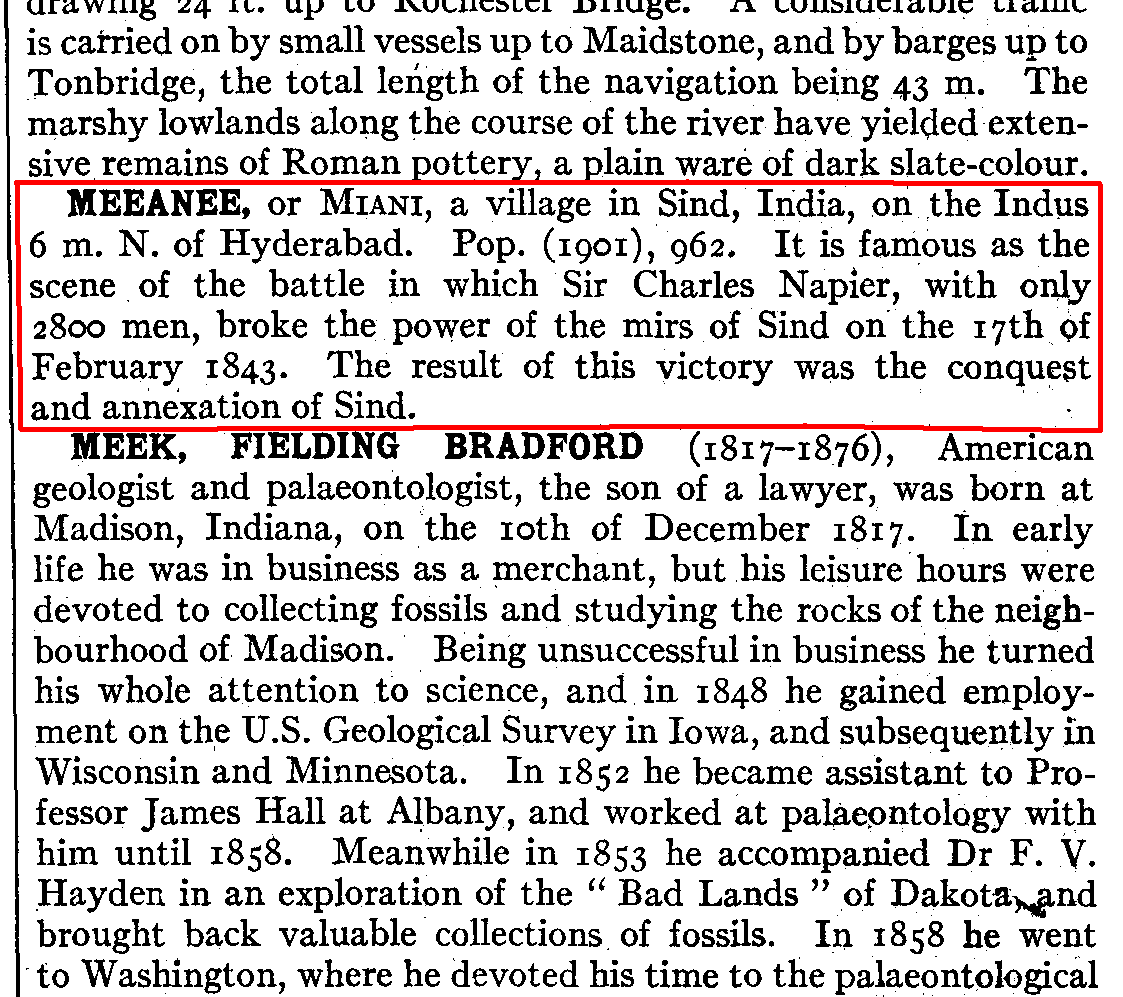
Esbós de 6 línies a la Britannica 1911.

La Eleventh edition ha estat molt citada comunament com a font, ja sigui perquè està en domini públic i perquè s'ha fet disponible a Internet. La Encyclopædia Britannica de 1911 s'ha fet servir en molts projectes moderns, com Viquipèdia i l'Enciclopèdia Gutenberg.

## Enciclopèdia Gutenberg
El Projecte Enciclopèdia Gutenberg és actualment la versió onzena de Encyclopædia Britannica, reanomenada per assumptes legals.
- Projecte Gutenberg Encyclopedia:

| Project Gutenberg Encyclopedia | Project Gutenberg Encyclopedia | Project Gutenberg Encyclopedia | Project Gutenberg Encyclopedia |
| Section                        | From                           |                                | To                             |
| ------------------------------ | ------------------------------ | ------------------------------ | ------------------------------ |
| Volume 1:                      | A                              | –                              | Androphagi                     |
| Volume 2.1.1:                  | Andros, Sir Edmund             | –                              | Anise                          |
| Volume 3.1.1:                  | Austria, Lower                 | –                              | Bacon                          |
| Volume 3.1.2:                  | Baconthorpe                    | –                              | Bankruptcy                     |
| Volume 3.1.3:                  | Banks                          | –                              | Bassoon                        |
| Volume 4.3:                    | Bréquigny                      | –                              | Bulgaria                       |
| Volume 4.4:                    | Bulgaria                       | –                              | Calgary                        |
| Volume 6.1:                    | Châtelet                       | –                              | Chicago                        |
| Volume 6.2:                    | Chicago, University of         | –                              | Chiton                         |
| Volume 6.3:                    | Chitral                        | –                              | Cincinnati                     |
| Volume 6.4:                    | Cincinnatus                    | –                              | Cleruchy                       |
| Volume 6.5:                    | Clervaux                       | –                              | Cockade                        |
| Volume 6.6:                    | Cockaigne                      | –                              | Columbus, Christopher          |
| Volume 6.7:                    | Columbus                       | –                              | Condottiere                    |
| Volume 7.2:                    | Constantine Pavlovich          | –                              | Convention                     |
| Volume 8.2:                    | Demijohn                       | –                              | Destructor                     |
| Volume 8.3:                    | Destructors                    | –                              | Diameter                       |